# Groupe Rassemblement national
Pour les articles homonymes, voir Rassemblement national.
Pour le groupe parlementaire formé en 1986, voir Groupe Front national – Rassemblement national.
Le groupe Rassemblement national (RN) est un groupe parlementaire de l'Assemblée nationale française fondé en 2022.
À la suite des élections législatives de 2022, le RN réalise une percée historique, avec 89 députés élus qui font leur entrée à l'Assemblée nationale. Le parti d'extrême droite devient ainsi le premier parti d'opposition.
Il est présidé par Marine Le Pen depuis le 28 juin 2022.
Après la dissolution de l’Assemblée nationale le 9 juin 2024 par Emmanuel Macron, Le président du Rassemblement national Jordan Bardella présente  sa "candidature" comme Premier ministre français dans le cas d'une victoire du parti aux élections anticipées. Le Rassemblement national sans atteindre ses objectifs de victoire bat toutefois un record historique pour le parti politique en possédant le plus de sièges à l’Assemblée nationale depuis sa création avec 126 sièges sur 577 et en devenant le premier groupe de la chambre basse.

## Fondation

Ancien logo du groupe jusqu'en 2022.

Le groupe parlementaire est constitué au début de la XVIe législature après le succès du parti lors des élections législatives de 2022 et l'élection de 89 députés investis par le Rassemblement national. On trouve parmi ces députés une membre de la Ligue du Sud.
C'est la seconde fois que le parti constitue un groupe parlementaire, la première fois étant en 1986 après des élections utilisant le scrutin proportionnel. Entre 1988 et 2022, le nombre de députés du parti n'était pas suffisant pour la constitution d'un groupe.

## Direction

### Présidente
| Présidente    | Parti | Parti | Début        | Circonscription                      |
| ------------- | ----- | ----- | ------------ | ------------------------------------ |
| Marine Le Pen |       | RN    | 28 juin 2022 | 11e circonscription du Pas-de-Calais |

### Président délégué
| Présidente           | Parti | Parti | Début             | Fin      | Circonscription                |
| -------------------- | ----- | ----- | ----------------- | -------- | ------------------------------ |
| Jean-Philippe Tanguy |       | LAF   | 6 juillet 2022    | en cours | 4e circonscription de la Somme |
| Sébastien Chenu      |       | RN    | 13 septembre 2024 | en cours | 19e du Nord                    |

### Vice-présidents
| Vice-présidents     | Parti             | Parti | Début          | Fin                                  | Circonscription                     |
| ------------------- | ----------------- | ----- | -------------- | ------------------------------------ | ----------------------------------- |
| Caroline Colombier  |                   | RN    | 6 juillet 2022 | 9 juin 2024                          | 3e circonscription de la Charente   |
| Yoann Gillet        | 6 juillet 2022    | RN    | 9 juin 2024    | 1re circonscription du Gard          |                                     |
| Bruno Bilde         | 6 juillet 2022    | RN    | en cours       | 12e circonscription du Pas-de-Calais |                                     |
| Alexandre Loubet    |                   | LAF   | 6 juillet 2022 | en cours                             | 7e circonscription de la Moselle    |
| Caroline Parmentier |                   | RN    | 6 juillet 2022 | en cours                             | 9e circonscription du Pas-de-Calais |
| Laurent Jacobelli   | 6 juillet 2022    | RN    | en cours       | 8e circonscription de la Moselle     |                                     |
| Gaëtan Dussausaye   | 13 septembre 2024 | RN    | en cours       | 2e des Vosges                        |                                     |
| Manon Bouquin       | 13 septembre 2024 | RN    | en cours       | 4e du Hérault                        |                                     |
| Edwige Diaz         | 13 septembre 2024 | RN    | en cours       | 11e de la Gironde                    |                                     |
| Franck Allisio      | 13 septembre 2024 | RN    | en cours       | 12e des Bouches-du-Rhône             |                                     |
| Hélène Laporte      | 13 septembre 2024 | RN    | en cours       | 2e du Lot-et-Garonne                 |                                     |

### Porte-paroles
| Porte-paroles   | Parti             | Parti | Début          | Fin                                      | Circonscription              |
| --------------- | ----------------- | ----- | -------------- | ---------------------------------------- | ---------------------------- |
| Thomas Ménagé   |                   | LAF   | 6 juillet 2022 | en cours                                 | 4e circonscription du Loiret |
| Laure Lavalette |                   | RN    | 6 juillet 2022 | en cours                                 | 2e circonscription du Var    |
| Franck Allisio  | 9 juin 2024       | RN    | 6 juillet 2022 | 12e circonscription des Bouches-du-Rhône |                              |
| Kévin Mauvieux  | 15 septembre 2023 | RN    | 9 juin 2024    | 3e circonscription de l'Eure             |                              |
| Bryan Masson    | 13 septembre 2024 | RN    | en cours       | 6e des Alpes-Maritimes                   |                              |

### Secrétaire général
Le secrétaire général est Renaud Labaye depuis 2022.

## Composition

### XVIelégislature

#### Liste des membres
| Député                         | Parti | Parti | Circonscriptions             |
| ------------------------------ | ----- | ----- | ---------------------------- |
| Jérôme Buisson                 |       | RN    | Ain, 4e                      |
| Nicolas Dragon                 |       | RN    | Aisne, 1re                   |
| José Beaurain                  |       | RN    | Aisne, 4e                    |
| Jocelyn Dessigny               |       | RN    | Aisne, 5e                    |
| Jorys Bovet                    |       | RN    | Allier, 2e                   |
| Christian Girard               |       | RN    | Alpes-de-Haute-Provence, 1re |
| Lionel Tivoli                  |       | RN    | Alpes-Maritimes, 2e          |
| Alexandra Masson               |       | RN    | Alpes-Maritimes, 4e          |
| Bryan Masson                   |       | RN    | Alpes-Maritimes, 6e          |
| Jordan Guitton                 |       | RN    | Aube, 1re                    |
| Angélique Ranc                 |       | RN    | Aube, 3e                     |
| Christophe Barthès             |       | RN    | Aude, 1re                    |
| Frédéric Falcon                |       | RN    | Aude, 2e                     |
| Julien Rancoule                |       | RN    | Aude, 3e                     |
| Gisèle Lelouis                 |       | RN    | Bouches-du-Rhône, 3e         |
| Joëlle Mélin                   |       | RN    | Bouches-du-Rhône, 9e         |
| José Gonzalez                  |       | RN    | Bouches-du-Rhône, 10e        |
| Franck Allisio                 |       | RN    | Bouches-du-Rhône, 12e        |
| Romain Baubry                  |       | RN    | Bouches-du-Rhône, 15e        |
| Emmanuel Taché                 |       | RN    | Bouches-du-Rhône, 16e        |
| Caroline Colombier             |       | RN    | Charente, 3e                 |
| Serge Muller                   |       | RN    | Dordogne, 2e                 |
| Géraldine Grangier             |       | RN    | Doubs, 4e                    |
| Lisette Pollet                 |       | RN    | Drôme, 2e                    |
| Christine Loir                 |       | RN    | Eure, 1re                    |
| Katiana Levavasseur            |       | RN    | Eure, 2e                     |
| Kévin Mauvieux                 |       | RN    | Eure, 3e                     |
| Timothée Houssin               |       | RN    | Eure, 5e                     |
| Yoann Gillet                   |       | RN    | Gard, 1re                    |
| Nicolas Meizonnet              |       | RN    | Gard, 2e                     |
| Pascale Bordes                 |       | RN    | Gard, 3e                     |
| Pierre Meurin                  |       | RN    | Gard, 4e                     |
| Grégoire de Fournas            |       | RN    | Gironde, 5e                  |
| Edwige Diaz                    |       | RN    | Gironde, 11e                 |
| Stéphanie Galzy                |       | RN    | Hérault, 5e                  |
| Aurélien Lopez-Liguori         |       | RN    | Hérault, 7e                  |
| Alexis Jolly                   |       | RN    | Isère, 6e                    |
| Roger Chudeau                  |       | RN    | Loir-et-Cher, 2e             |
| Mathilde Paris                 |       | RN    | Loiret, 3e                   |
| Thomas Ménagé                  |       | LAF   | Loiret, 4e                   |
| Hélène Laporte                 |       | RN    | Lot-et-Garonne, 2e           |
| Annick Cousin                  |       | RN    | Lot-et-Garonne, 3e           |
| Christophe Bentz               |       | RN    | Haute-Marne, 1re             |
| Laurence Robert-Dehault        |       | RN    | Haute-Marne, 2e              |
| Florence Goulet                |       | RN    | Meuse, 2e                    |
| Kévin Pfeffer                  |       | RN    | Moselle, 6e                  |
| Alexandre Loubet               |       | LAF   | Moselle, 7e                  |
| Laurent Jacobelli              |       | RN    | Moselle, 8e                  |
| Victor Catteau                 |       | RN    | Nord, 5e                     |
| Michaël Taverne                |       | LAF   | Nord, 12e                    |
| Pierrick Berteloot             |       | RN    | Nord, 15e                    |
| Matthieu Marchio               |       | RN    | Nord, 16e                    |
| Thibaut François               |       | RN    | Nord, 17e                    |
| Sébastien Chenu                |       | RN    | Nord, 19e                    |
| Philippe Ballard               |       | RN    | Oise, 2e                     |
| Alexandre Sabatou              |       | LAF   | Oise, 3e                     |
| Michel Guiniot                 |       | RN    | Oise, 6e                     |
| Emmanuel Blairy                |       | RN    | Pas-de-Calais, 1re           |
| Christine Engrand              |       | RN    | Pas-de-Calais, 6e            |
| Caroline Parmentier            |       | RN    | Pas-de-Calais, 9e            |
| Thierry Frappé                 |       | RN    | Pas-de-Calais, 10e           |
| Marine Le Pen                  |       | RN    | Pas-de-Calais, 11e           |
| Bruno Bilde                    |       | RN    | Pas-de-Calais, 12e           |
| Sophie Blanc                   |       | RN    | Pyrénées-Orientales, 1re     |
| Anaïs Sabatini                 |       | RN    | Pyrénées-Orientales, 2e      |
| Sandrine Dogor-Such            |       | RN    | Pyrénées-Orientales, 3e      |
| Michèle Martinez               |       | RN    | Pyrénées-Orientales, 4e      |
| Antoine Villedieu              |       | RN    | Haute-Saône, 1re             |
| Émeric Salmon                  |       | RN    | Haute-Saône, 2e              |
| Béatrice Roullaud              |       | RN    | Seine-et-Marne, 6e           |
| Jean-Philippe Tanguy           |       | LAF   | Somme, 4e                    |
| Yaël Menache                   |       | RN    | Somme, 5e                    |
| Frédéric Cabrolier             |       | RN    | Tarn, 1re                    |
| Marine Hamelet                 |       | RN    | Tarn-et-Garonne, 2e          |
| Laure Lavalette                |       | RN    | Var, 2e                      |
| Stéphane Rambaud               |       | RN    | Var, 3e                      |
| Philippe Lottiaux              |       | RN    | Var, 4e                      |
| Julie Lechanteux               |       | RN    | Var, 5e                      |
| Frank Giletti                  |       | RN    | Var, 6e                      |
| Frédéric Boccaletti            |       | RN    | Var, 7e                      |
| Philippe Schreck               |       | RN    | Var, 8e                      |
| Catherine Jaouen               |       | RN    | Vaucluse, 1re                |
| Bénédicte Auzanot              |       | RN    | Vaucluse, 2e                 |
| Hervé de Lépinau               |       | RN    | Vaucluse, 3e                 |
| Daniel Grenon                  |       | RN    | Yonne, 1re                   |
| Julien Odoul                   |       | RN    | Yonne, 3e                    |
| Nathalie Da Conceicao Carvalho |       | RN    | Essonne, 2e                  |
| Marie-France Lorho             |       | DXD   | Vaucluse, 4e                 |

#### Répartition partisane
| Statut  | Parti | Parti                  | Nombre |
| ------- | ----- | ---------------------- | ------ |
| Membres |       | Rassemblement national | 82     |
| Membres |       | L'Avenir français      | 5      |
| Membres |       | Divers extrême droite  | 1      |
| Total   | Total | Total                  | 88     |

#### Anciens membres
| Député              | Parti | Parti | Circonscription | Observation |
| ------------------- | ----- | ----- | --------------- | --- |
| Anne-Sophie Frigout |       | LAF   | Marne, 2e       | Élection invalidée par le Conseil constitutionnel le 2 décembre 2022. Défaite lors d’une élection partielle |
| Joris Hébrard       |       | RN    | Vaucluse, 1re   | Démissionne après avoir participé à l'inauguration d'une mosquée franco-turque dans sa circonscription,, il se fait élire maire du Pontet pour ne pas causer d'élection partielle grâce à l'« incompatibilité prévue aux articles LO 137, LO 137-1, LO 141 ou LO 141-1 du code électoral ». Sa suppléante Catherine Jaouen lui succède. |

### XVIIelégislature

#### Liste des membres
| Député                         | Parti                        | Parti    | Circonscription       |
| ------------------------------ | ---------------------------- | -------- | --------------------- |
| Franck Allisio                 |                              | RN       | Bouches-du-Rhône, 12e |
| Maxime Amblard                 | Meuse, 1re                   | RN       |                       |
| Bénédicte Auzanot              | Vaucluse, 2e                 | RN       |                       |
| Philippe Ballard               | Oise, 2e                     | RN       |                       |
| Anchya Bamana                  | Mayotte, 2e                  | RN       |                       |
| Christophe Barthès             | Aude, 1re                    | RN       |                       |
| Romain Baubry                  | Bouches-du-Rhône, 15e        | RN       |                       |
| José Beaurain                  | Aisne, 4e                    | RN       |                       |
| Christophe Bentz               | Haute-Marne, 1re             | RN       |                       |
| Théo Bernhardt                 | Bas-Rhin, 8e                 | RN       |                       |
| Guillaume Bigot                | Territoire de Belfort, 2e    | RN       |                       |
| Bruno Bilde                    | Pas-de-Calais, 12e           | RN       |                       |
| Emmanuel Blairy                | Pas-de-Calais, 1re           | RN       |                       |
| Sophie Blanc                   | Pyrénées-Orientales, 1re     | RN       |                       |
| Frédéric Boccaletti            | Var, 7e                      | RN       |                       |
| Pascale Bordes                 | Gard, 3e                     | RN       |                       |
| Anthony Boulogne               | Meurthe-et-Moselle, 6e       | RN       |                       |
| Manon Bouquin                  | Hérault, 4e                  | RN       |                       |
| Jorys Bovet                    | Allier, 2e                   | RN       |                       |
| Jérôme Buisson                 | Ain, 4e                      | RN       |                       |
| Sébastien Chenu                | Nord, 19e                    | RN       |                       |
| Roger Chudeau                  | Loir-et-Cher, 2e             | RN       |                       |
| Bruno Clavet                   | Pas-de-Calais, 3e            | RN       |                       |
| Caroline Colombier             | Charentes, 3e                | RN       |                       |
| Nathalie Da Conceicao Carvalho | Essonne, 2e                  | RN       |                       |
| Sandra Delannoy                | Nord, 3e                     | RN       |                       |
| Jocelyn Dessigny               | Aisne, 5e                    | RN       |                       |
| Edwige Diaz                    | Gironde, 11e                 | RN       |                       |
| Sandrine Dogor-Such            | Pyrénées-Orientales, 3e      | RN       |                       |
| Nicolas Dragon                 | Aisne, 1re                   | RN       |                       |
| Alexandre Dufosset             | Nord, 18e                    | RN       |                       |
| Gaëtan Dussausaye              | Vosges, 2e                   | RN       |                       |
| Aurélien Dutremble             | Saône-et-Loire, 3e           | RN       |                       |
| Auguste Évrard                 | Pas-de-Calais, 8e            | RN       |                       |
| Frédéric Falcon                | Aude, 2e                     | RN       |                       |
| Marc de Fleurian               | Pas-de-Calais, 7e            | RN       |                       |
| Guillaume Florquin             | Nord, 20e                    | RN       |                       |
| Emmanuel Fouquart              | Bouches-du-Rhône, 13e        | RN       |                       |
| Thierry Frappé                 | Pas-de-Calais, 10e           | RN       |                       |
| Julien Gabarron                | Hérault, 6e                  | RN       |                       |
| Stéphanie Galzy                | Hérault, 5e                  | RN       |                       |
| Jonathan Géry                  | Rhône, 8e                    | RN       |                       |
| Frank Giletti                  | Var, 6e                      | RN       |                       |
| Yoann Gillet                   | Gard, 1re                    | RN       |                       |
| Christian Girard               | Alpes-de-Haute-Provence, 1re | RN       |                       |
| Antoine Golliot                | Pas-de-Calais, 5e            | RN       |                       |
| José Gonzalez                  | Bouches-du-Rhône, 10e        | RN       |                       |
| Florence Goulet                | Meuse, 2e                    | RN       |                       |
| Géraldine Grangier             | Doubs, 4e                    | RN       |                       |
| Monique Griseti                | Bouches-du-Rhône, 1re        | RN       |                       |
| Julien Guibert                 | Nièvre, 2e                   | RN       |                       |
| Michel Guiniot                 | Oise, 6e                     | RN       |                       |
| Jordan Guitton                 | Aube, 1re                    | RN       |                       |
| Marine Hamelet                 | Tarn-et-Garonne, 2e          | RN       |                       |
| Timothée Houssin               | Eure, 5e                     | RN       |                       |
| Sébastien Humbert              | Vosges, 4e                   | RN       |                       |
| Laurent Jacobelli              | Moselle, 8e                  | RN       |                       |
| Pascal Jenft                   | Moselle, 5e                  | RN       |                       |
| Alexis Jolly                   | Isère, 6e                    | RN       |                       |
| Tiffany Joncour                | Rhône, 13e                   | RN       |                       |
| Sylvie Josserand               | Gard, 6e                     | RN       |                       |
| Florence Joubert               | Dordogne, 3e                 | RN       |                       |
| Hélène Laporte                 | Lot-et-Garonne, 2e           | RN       |                       |
| Laure Lavalette                | Var, 2e                      | RN       |                       |
| Marine Le Pen                  | Pas-de-Calais, 11e           | RN       |                       |
| Robert Le Bourgeois            | Seine-Maritime, 10e          | RN       |                       |
| Julie Lechanteux               | Var, 5e                      | RN       |                       |
| Nadine Lechon                  | Dordogne, 1re                | RN       |                       |
| Gisèle Lelouis                 | Bouches-du-Rhône, 3e         | RN       |                       |
| Hervé de Lépinau               | Vaucluse, 3e                 | RN       |                       |
| Katiana Levavasseur            | Eure, 2e                     | RN       |                       |
| Julien Limongi                 | Seine-et-Marne, 4e           | RN       |                       |
| René Lioret                    | Côte-d'Or, 5e                | RN       |                       |
| Christine Loir                 | Eure, 1re                    | RN       |                       |
| Aurélien Lopez-Liguori         | Hérault, 7e                  | RN       |                       |
| Philippe Lottiaux              | Var, 4e                      | RN       |                       |
| David Magnier                  | Oise, 7e                     | RN       |                       |
| Claire Marais-Beuil            | Oise, 1re                    | RN       |                       |
| Matthieu Marchio               | Nord, 16e                    | RN       |                       |
| Pascal Markowsky               | Charente-Maritime, 4e        | RN       |                       |
| Patrice Martin                 | Seine-Maritime, 6e           | RN       |                       |
| Michèle Martinez               | Pyrénées-Orientales, 4e      | RN       |                       |
| Alexandra Masson               | Alpes-Maritimes, 4e          | RN       |                       |
| Bryan Masson                   | Alpes-Maritimes, 6e          | RN       |                       |
| Kévin Mauvieux                 | Eure, 3e                     | RN       |                       |
| Nicolas Meizonnet              | Gard, 2e                     | RN       |                       |
| Joëlle Mélin                   | Bouches-du-Rhône, 9e         | RN       |                       |
| Yaël Menache                   | Somme, 5e                    | RN       |                       |
| Pierre Meurin                  | Gard, 4e                     | RN       |                       |
| Serge Muller                   | Dordogne, 2e                 | RN       |                       |
| Julien Odoul                   | Yonne, 3e                    | RN       |                       |
| Caroline Parmentier            | Pas-de-Calais, 9e            | RN       |                       |
| Thierry Perez                  | Isère, 10e                   | RN       |                       |
| Kévin Pfeffer                  | Moselle, 6e                  | RN       |                       |
| Lisette Pollet                 | Drôme, 2e                    | RN       |                       |
| Stéphane Rambaud               | Var, 3e                      | RN       |                       |
| Angélique Ranc                 | Aube, 3e                     | RN       |                       |
| Julien Rancoule                | Aude, 3e                     | RN       |                       |
| Matthias Renault               | Somme, 3e                    | RN       |                       |
| Catherine Rimbert              | Vaucluse, 5e                 | RN       |                       |
| Joseph Rivière                 | La Réunion, 3e               | RN       |                       |
| Laurence Robert-Dehault        | Haute-Marne, 2e              | RN       |                       |
| Béatrice Roullaud              | Seine-et-Marne, 6e           | RN       |                       |
| Anaïs Sabatini                 | Pyrénées-Orientales, 2e      | RN       |                       |
| Émeric Salmon                  | Haute-Saône, 2e              | RN       |                       |
| Philippe Schreck               | Var, 8e                      | RN       |                       |
| Emmanuel Taché de La Pagerie   | Bouches-du-Rhône, 16e        | RN       |                       |
| Thierry Tesson                 | Nord, 17e                    | RN       |                       |
| Lionel Tivoli                  | Alpes-Maritimes, 2e          | RN       |                       |
| Romain Tonussi                 | Bouches-du-Rhône, 8e         | RN       |                       |
| Antoine Villedieu              | Haute-Saône, 1re             | RN       |                       |
| Frédéric Pierre Vos            | Oise, 1re                    | RN       |                       |
| Frédéric Weber                 | Meurthe-et-Moselle, 3e       | RN       |                       |
| Alexandre Loubet               |                              | RN - LAF | Moselle, 7e           |
| Alexandre Sabatou              | Oise, 3e                     | RN - LAF |                       |
| Jean-Philippe Tanguy           | Somme, 4e                    | RN - LAF |                       |
| Michaël Taverne                | Nord, 12e                    | RN - LAF |                       |
| Thomas Ménagé                  |                              | LAF      | Loiret, 4e            |
| Marie-France Lorho             |                              | EXD      | Vaucluse, 4e          |
| Eddy Casterman (apparenté)     |                              | IDL      | Aisne, 3e             |
| Thibaut Monnier (apparenté)    | Drôme, 4e                    | IDL      |                       |
| Anne Sicard (apparentée)       | Val-d'Oise, 1re              | IDL      |                       |

#### Anciens membres
| Député            | Parti              | Parti | Circonscription | Observation                                            |
| ----------------- | ------------------ | ----- | --- | ------------------------------------------------------ |
| Flavien Termet    |                    | RN    | Ardennes, 1re | Démissionne le 30 septembre 2024 pour raisons de santé |
| Christine Engrand | Pas-de-Calais, 6e  | RN    | Exclue le 19 novembre 2024 pour une durée de six mois à cause de ses « dépenses non réglementaires » de plusieurs milliers d'euros, ainsi que de sa non parution à une convocation de groupe. |                                                        |
| Arnaud Sanvert    | Saône-et-Loire, 5e | RN    | Démission d'office après l'annulation de son élection par le Conseil constitutionnel pour des irrégularités dans le scrutin,.                                                                 |                                                        |

#### Répartition partisane actuelle
| Statut  | Parti | Parti                                      | Nombre |
| ------- | ----- | ------------------------------------------ | ------ |
| Membres |       | Rassemblement national                     | 114    |
| Membres |       | Rassemblement national - L'Avenir français | 4      |
| Membres |       | Identité-Libertés                          | 3      |
| Membres |       | L'Avenir français                          | 1      |
| Membres |       | Divers extrême droite                      | 1      |
| Total   | Total | Total                                      | 123    |

## Actions
Le groupe RN a présenté en un an 6 143 amendements, dont 123 ont été adoptés. Alors qu’il forme le deuxième groupe parlementaire de l’Assemblée, le RN n’est que quatrième par le nombre d’interventions en commission.

### Relations avec le gouvernement et les autres groupes
Il a ainsi voté, dès les premières semaines de la mandature, régulièrement dans le sens du gouvernement, en particulier sur les questions économiques : refus d’augmenter le Smic et de bloquer les prix, maintien de la flat tax à 30 % sur les revenus du capital, suppression de la redevance audiovisuelle, etc. Lors de l’examen de la réforme de l’assurance-chômage, les députés du RN votent, avec les LR, des amendements-clés et proposent de réduire les droits des travailleurs étrangers.
Après une année de mandature, le RN apparait comme une « opposition à deux visages » selon France Info, votant régulièrement en faveur des textes-clés présentés par le gouvernement. Sur les quatorze principales réformes du gouvernement, les députés du groupe RN ont voté, en moyenne, à 42 % pour et à 22 % contre (le reste correspondant aux abstentions et non-participations). Il constitue ainsi le deuxième groupe d'opposition le plus proche du gouvernement, après le groupe LR. Ce dernier est celui dont le RN est le plus proche. Tous deux ont voté dans le même sens dans 56 % des cas, selon le site Datan.

### Niche parlementaire de 2022
Lors de la niche parlementaire du groupe, Marine Le Pen annonce reprendre une proposition de loi votée au Sénat en faveur de la lutte contre les violences faites aux femmes, créant une aide d’urgence pour les victimes de violences conjugales.  Finalement, il sera examiné au titre de la « semaine de l’Assemblée » une semaine après la niche RN,.
La reprise « sans en changer une virgule » du texte de Caroline Fiat, députée LFI sur la réintégration des soignants non-vacciné est considérée comme un « piège »,,.

### Constitutionnalisation de l'IVG
Après s'être d'abord opposé à l'inscription du droit à l'IVG dans la Constitution, le groupe propose la constitutionnalisation de la loi Veil sur l'IVG. Finalement, 38 députés RN sur 88 votent l'inscription du droit à l'avortement dans la Constitution proposée par la NUPES.

### Positions économiques et sociales
Sur les questions économiques et sociales, le groupe RN a au cours de la XVIe législature (2022-2024) prioritairement défendu les intérêts des grandes entreprises, des propriétaires immobiliers et des ménages aisés, tout en conservant l’essentiel de sa défense de l’État social, selon le quotidien Le Monde.
Ainsi, sur le logement, le groupe RN a prôné l’allègement de la fiscalité locative et des obligations de rénovation énergétique. Il s'est opposé à une proposition de loi visant à « remédier aux déséquilibres du marché locatif en zone tendue » en donnant davantage de pouvoirs de régulation aux maires ainsi qu'à l'allègement de la niche fiscale dite « Airbnb ». Les députés RN ont déposé une proposition de loi visant à détricoter la loi solidarité et renouvellement urbains (SRU), qui oblige les communes en zone urbaine à proposer un taux minimal de logements sociaux.
En matière de fiscalité, le RN a proposé la baisse de la TVA sur les carburants et sur les énergies, sans toutefois faire de distinction entre ménages populaires et ménages aisés, ainsi que l’exonération d’impôts sur le revenu pour les moins de 30 ans et pour leurs entreprises. Il s'est par ailleurs opposé au malus au poids pour les véhicules thermiques, qui devait viser les SUV. Le RN a également soumis des propositions propres à avantager les détenteurs de patrimoine, avec l’abrogation des droits de succession pour les héritages inférieurs à 150 000 euros et le remplacement de l’impôt sur la fortune immobilière par un impôt sur la fortune financière.
Sur les questions liées à l'entreprise et au travail, le RN a soutenu la réforme de l’assurance-chômage de 2022 et défendu des amendements réclamant la fin de l’indemnisation des chômeurs ayant refusé un CDI à la fin d’un CDD et assimilant les abandons de poste à des démissions. Il s’est par ailleurs toujours opposé à une augmentation du smic ou à l’indexation des salaires sur l’inflation, proposant en revanche d'inciter les entreprises à augmenter les salaires par des exonérations de cotisations patronales. Il s'est opposé à la réforme du RSA qui instaure au moins quinze heures d’activité hebdomadaire en contrepartie du versement de l’allocation. Opposé au projet de réforme des retraites, le RN a déposé une motion référendaire qui a été débattue à l'Assemblée nationale le 6 février 2023. Le RN a déposé une motion de censure afin de tenter de faire démissionner le gouvernement.

### Environnement
Sur l’agriculture, le groupe Rassemblement national s'est exprimé en soutien à l’agrandissement des exploitations et à l’intensification, et contre toute forme de contrainte. Ses membres ont voté contre l’inscription dans la loi d’objectifs à 2030 de surfaces en agriculture biologique, contre l’instauration de diagnostics climatiques lors de l’installation, contre la mise en place de stages de sensibilisation en cas d’atteintes à l’environnement, contre l’interdiction des nitrites dans les charcuteries, et contre un amendement du groupe écologiste proposant un approvisionnement 100 % français pour la viande servie en restauration collective.
Selon le quotidien Libération, le groupe RN est engagé en faveur de l’énergie nucléaire mais s'oppose aux initiatives favorisant la transition énergétique. Il a ainsi proposé en 2024 une baisse drastique des subventions aux énergies renouvelables, une hausse de la taxe sur l’éolien en mer, la suppression du plan vélo, une réduction du champ d'activité de l'Agence de la transition énergétique et de l’Office français de la biodiversité, une baisse de l'aide publique au développement (qui consacre une grande part de son budget à l’adaptation climatique), et la privation pour certaines ONG des réductions d’impôts auxquelles ont droit les associations, visant en particulier Greenpeace en raison de son militantisme contre le nucléaire.

### Polémique sur Grégoire de Fournas
Lors des questions au gouvernement du 2 novembre 2022, le député Grégoire de Fournas crie « Qu'il retourne en Afrique » au moment où le député Carlos Martens Bilongo questionne le gouvernement au sujet du bateau Océan Viking en attente de pouvoir débarquer ses passagers dans un port. Ces propos jugés racistes suscitent une réaction très forte de tous les autres partis; de son côté, le groupe RN fait corps autour du député pour s'opposer à la demande qu'il quitte l'hémicycle et argue que le député évoquait le sort du bateau. À la suite de cet événement, le député De Fournas est exclu du parlement pour 15 jours et son indemnité parlementaire est diminuée de moitié pour deux mois.

## Organisation
En août 2022, L'Express dénombre 144 collaborateurs parlementaires de députés du groupe RN, essentiellement issus des militants locaux du parti, ce qui illustre, selon l'hebdomadaire, « la difficulté du parti à recruter en dehors de sa zone de confort ». L'Express identifie également « des profils radicaux » et « une dizaine de transfuges - venus pour l'essentiel du parti Les Républicains ».